# Вода (основни елемент)
Вода је један од класичних елемената у старогрчкој филозофији заједно са ваздухом, земљом и ватром, а у азијско-индијском систему Панчамахабхута, и у кинеском космолошком и физиолошком систему Ву Ћинг. У савременим езотеријским традицијама, обично се повезује са квалитетима емоција и интуиције.

## Старогрчка и римска традиција
Вода је била један од многих архаја које су предложили Пресократовци, од којих је већина покушавала да све ствари сведе на једну супстанцу. Међутим, Емпедокле из Акрагаса (око 495. – око 435. п. н. е.) одабрао је четири архаја за своја четири корена: ваздух, ватру, воду и земљу. Емпедоклови корени постали су четири класична елементи грчке филозофије. Платон (427–347. п. н. е.) је преузео четири Емпедоклеова елемента. У Тимају, његовом главном космолошком дијалогу, Платонско тело повезано са водом је икосаедар који је формиран од 20 једнакостраничних троуглова. Ово чини воду елементом са највећим бројем страна, што је Платон сматрао прикладним, јер вода тече из руке када се узме, као да је направљена од малих лоптица.
Платонов ученик Аристотел (384–322. п. н. е.) је развио другачије објашњење за елементе засновано на паровима квалитета. Четири елемента су била концентрично распоређена око центра Универзума да би формирала сублунарну сферу. Према Аристотелу, вода је и хладна и влажна и заузима место између ваздуха и земље међу елементарним сферама.
У старогрчкој медицини, сваки од четири хумора постао је повезан са елементом. Флегма је била хумор поистовећена са водом, пошто су обоје били хладни и мокри. Остале ствари везане за воду и слуз у античкој и средњовековној медицини укључивале су зиму, јер је повећавала квалитете хладноће и влаге, флегматични темперамент, женственост и западну тачку компаса.
У алхемији, хемијски елемент живе се често повезивао са водом, а његов алхемијски симбол је троугао окренут надоле.

## Индијска традиција
Ап ( áp- ) је ведски санскритски термин за воду, у класичном санскриту који се појављује само у множини није елемент.в, āpas (понекад се поново анализира као тематска једнина, āpa- ), одакле потиче хинди āp . Термин је од ПИЕ х к ап вода.
У хиндуистичкој филозофији, термин се односи на воду као елемент, један од Панчамахабхута , или "пет великих елемената". У хиндуизму, то је такође име деве, персонификације воде, (један од Васуса у већини каснијих пуранских спискова). Елемент вода је такође повезан са Чандром или месецом и Шукром, који представљају осећања, интуицију и машту.
Према џаинистичкој традицији, сама вода је насељена духовним ђивама званим апакаија екендрија.

## Церемонијална магија
Вода и други грчки класични елементи уграђени су у систем Златне зоре. Елементарно оружје воде је чаша. Сваки од елемената има неколико повезаних духовних бића. Арханђел воде је Габријел, анђео је Талиахад, владар је Тарсис, краљ је Ничса, а водени елементали се зову Ондине. Помиње се на горњу десну тачку пентаграма у Ритуалу Врховног призивања Пентаграма. Многа од ових асоцијација су се од тада проширила широм окултне заједнице.

## Савремено вештичарење
Вода је један од пет елемената који се појављују у већини виканских традиција. На Вику је посебно утицао магијски систем Златне зоре и мистицизам Алистера Кроулија, који је такође инспирисан Златном зором.

## Видети још
- Вода
- Морско и речно божанство